# Râul Tarn
Tarn (occitană Òlt sau Òut) este un râu în partea sud a Franței. Este un afluent al râului Garonne. Izvorăște din departamentul Lozère lânga localitatea Le Pont-de-Montvert în Masivul Central. Are o lungime de 381 km, un debit mediu de 233 m³/s și un bazin colector de 15.700 km². Se varsă în Garonne la Boudou, Tarn-et-Garonne, la nord de Castelsarrasin.